# أندي تشايلدز
أندي تشايلدز (بالإنجليزية: Andy Childs)‏ هو كاتب أغاني ومغني وعازف بيانو أمريكي، ولد في 7 ديسمبر 1962 في ممفيس في الولايات المتحدة.